# Solsvik
Solsvik is een plaats in de Noorse gemeente Øygarden, provincie Vestland. Solsvik telt 549 inwoners (2007) en heeft een oppervlakte van 0,7 km².